# Édit du schisme
L'édit du Schisme est un « édit mineur sur pilier » parmi les édits d'Ashoka, qui, paradoxalement, se trouve sur les Piliers d'Ashoka les plus célèbres : le pilier de Sarnath, le pilier de Sanchi, ou le pilier d'Allahabad. Il constitue un avertissement assez cinglant contre les religieux bouddhistes qui seraient tentés de faire scission.

## Chronologie
L'édit du Schisme aurait été rédigé assez tôt dans le règne d'Ashoka, car la qualité technique des inscriptions est généralement très mauvaise, et généralement très inférieure aux édits sur pilier daté des années 26 et 27 du règne d'Ashoka.
L'édit du schisme fait partie des édits mineurs sur pilier. Il fait suite à la toute première inscription d'Ashoka, rédigée en l'année 10 de son règne, et deux ans seulement après la fin de sa conquête du Kalinga, l'inscription bilingue de Kandahar établie à Chilzina (en), Kandahar, au centre de l'Afghanistan. Cette première inscription fut rédigée en Grec classique et en Araméen exclusivement. L'édit du schisme doit être à peu près contemporain des édits sur rocher établis pour propager le Dharma, à partir de la 12e année du règne d'Ashoka, comme il le mentionne lui-même dans plusieurs inscriptions. Il s'agit des 14 édits rupestres majeurs et des édits mineurs. Ces inscriptions d'Ashoka sont en langues indiennes à l'exception des édits grecs d'Ashoka, inscrits sur un stèle de calcaire. Ce n'est qu'ensuite, au cours des 26e et 27e années de son règne, qu'Ashoka inscrivit de nouveaux édits, cette fois-ci sur des colonnes majestueuses, les Piliers d'Ashoka,.

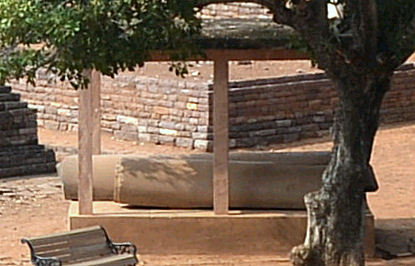
Vestiges du pilier d'Ashoka à Sanchi sur lequel est inscrit l'édit du schisme (non visible de nos jours, se trouvant caché sous le pilier).
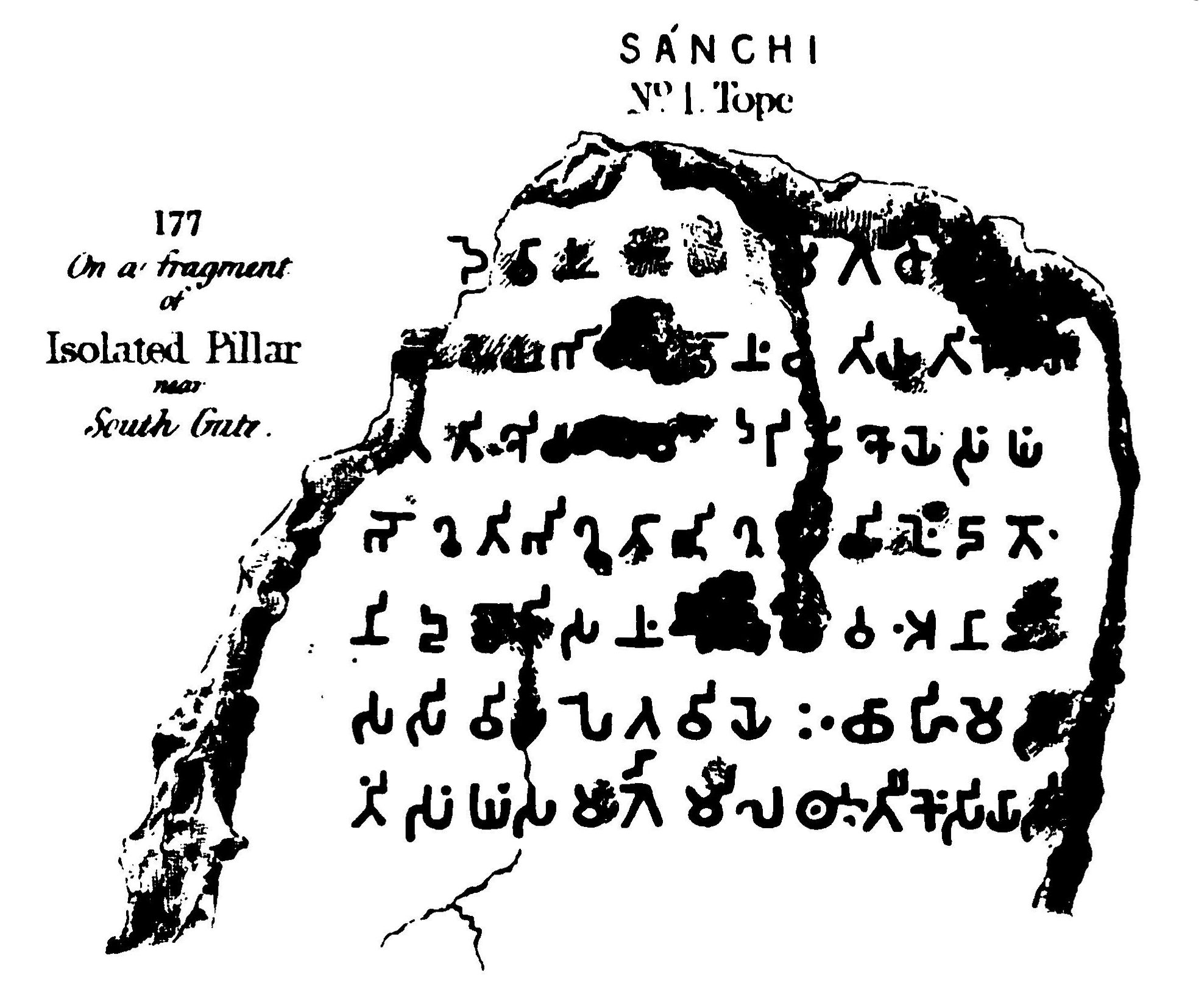
Portion de l'édit du schisme sur le pilier de Sanchi.
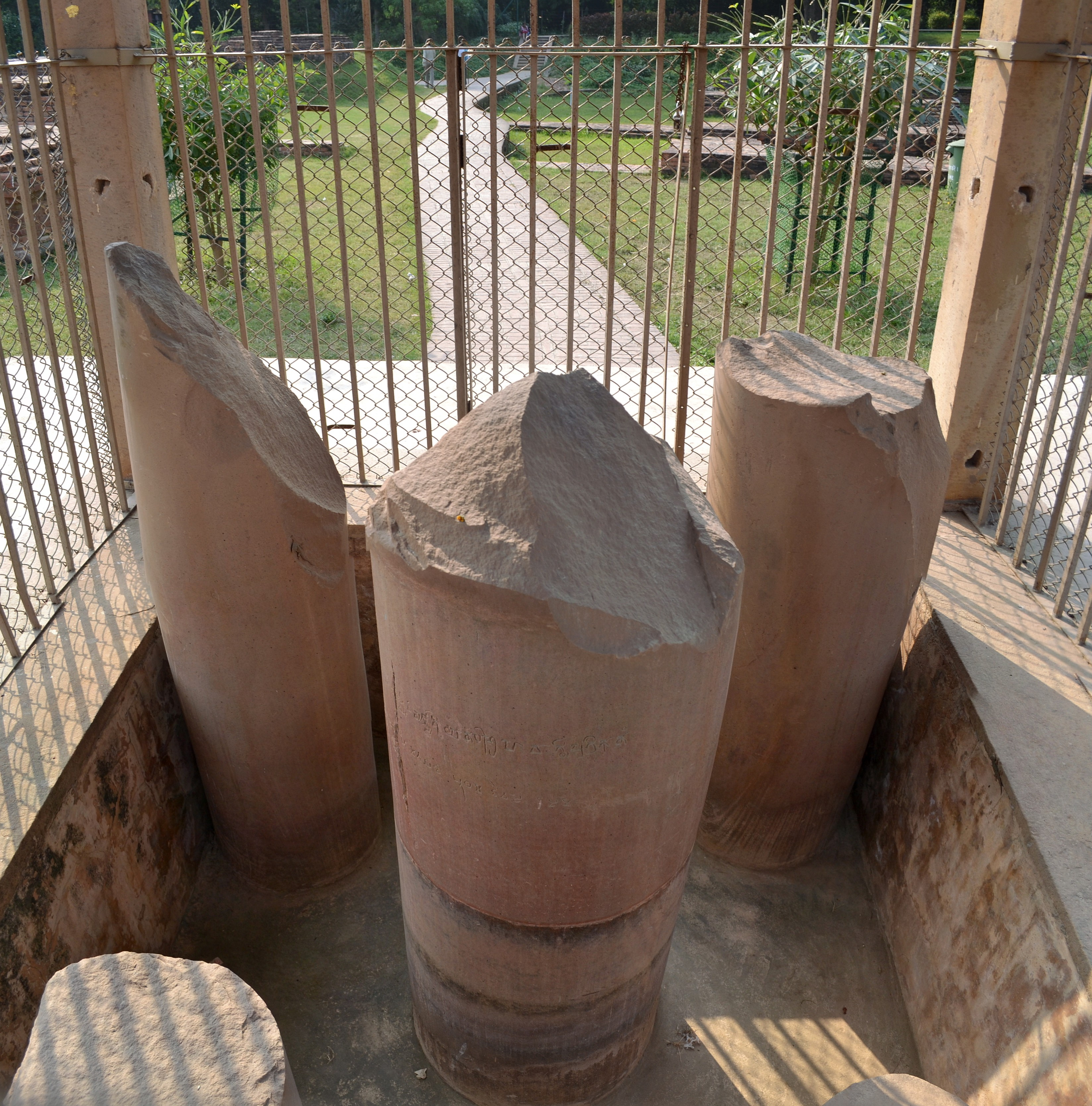
Vestiges du pilier de Sarnath, et son édit du schisme.
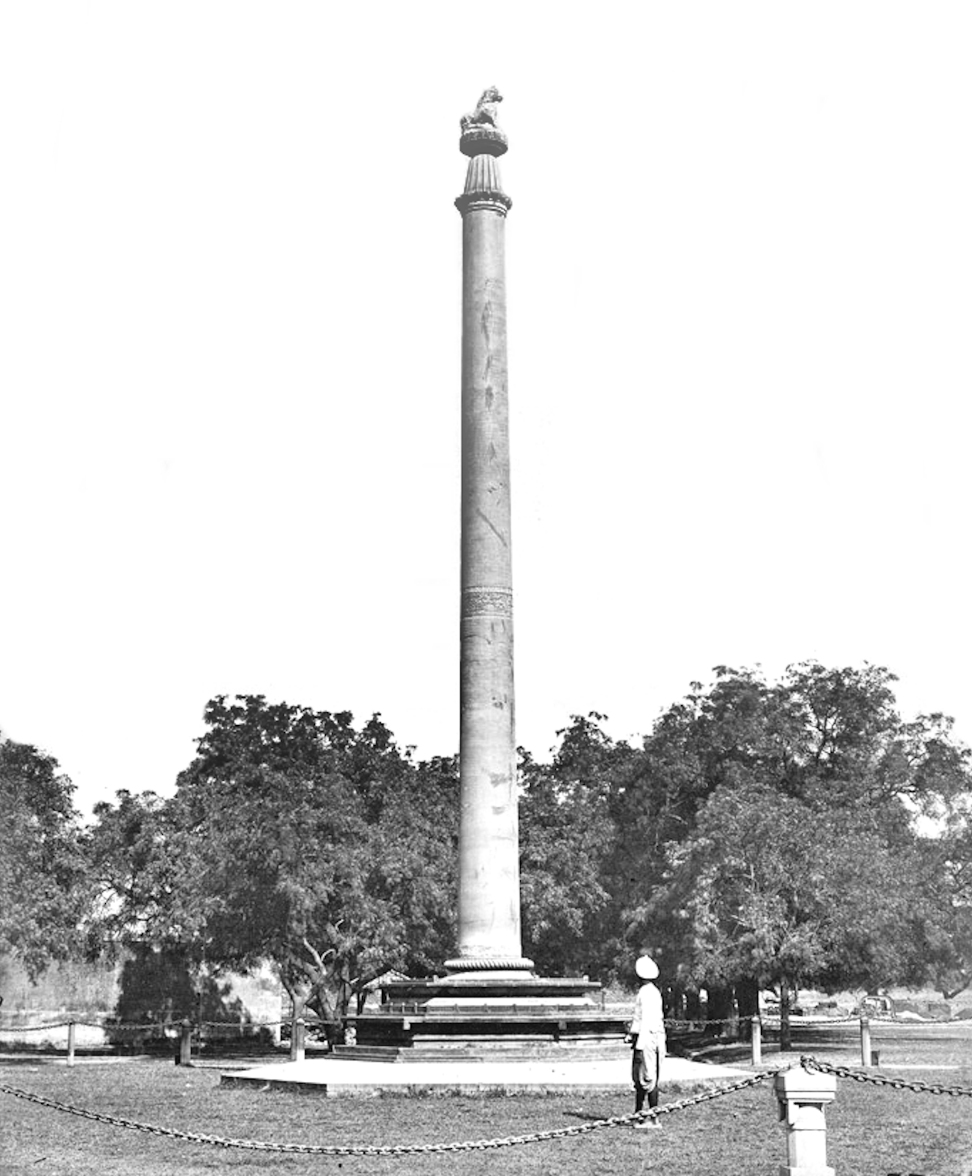
Le pilier d'Allahabad en 1870.

## Texte de l'édit du schisme
| Traduction en français | Prakrit en script Brahmi (texte original dans l'édit du schisme du pilier de Sarnath) |
| --- | ------------------------------------------------------------------------------------- |
| « Personne ne doit causer de dissensions dans l'Ordre. L'ordre des moines et des nonnes a été uni, et cette unité devrait durer aussi longtemps que mes enfants et petits enfants, que la lune et le soleil. Quiconque crée un schisme dans l'Ordre, qu'il soit moine ou nonne, doit porter des vêtements blancs, et placé dans un lieu où ne résident ni moine ni nonne. Car c'est mon souhait que l'Ordre reste uni et persiste pour longtemps. Ceci doit être annoncé à l'Ordre des moines et à l'Ordre des nonnes. Ainsi le dit le Bien-Aimé des Dieux: vous devez garder une copie de ce document et le placer dans le hall de réunion, et donner une copie aux citoyens séculiers. Ceci doivent venir chaque jour de confession et de pénitence pour endosser cet ordre. Ceci s'applique aussi aux officiers spéciaux qui doivent régulièrement participer aux confessions et pénitences, endosser cet ordre, et le faire connaître. A travers votre district, vous devez faire circuler cet ordre précisément en l'état. Vous devez aussi faire circuler cet ordre dans toutes les forteresses militaires. » — Adapté de Romilla Thapar, A translation of the Edicts of Ashoka p.255-257 |                                                                                       |

## Ouvrages
- Paul Bernard, « Aï Khanoum en Afghanistan hier (1964-1978) et aujourd'hui (2001) : un site en péril. Perspectives d'avenir (information) », Comptes-rendus des séances de l'Académie des Inscriptions et Belles-Lettres, vol. 145, no 2,‎ 2001, p. 971-1029 (lire en ligne)
- Guy Lecuyot et Osamu Ishizawa, « Aï Khanoum, ville grecque d’Afghanistan en 3D », Archéologia, no 420,‎ mars 2005, p. 60-71 (résumé)
- Valeri P. Yailenko, « Les maximes delphiques d'Aï Khanoum et la formation de la doctrine du dhamma d'Asoka », Dialogues d'histoire ancienne, vol. 16, no 1,‎ 1990, p. 239-256 (lire en ligne)
- Daniel Schlumberger, « De la pensée grecque à la pensée bouddhique », Comptes rendus des séances de l'Académie des Inscriptions et Belles Lettres, vol. 116e année, no 1,‎ 1972, p. 188-199 (lire en ligne)